# Gemma Triay
Gemma Triay Pons (Alayor, 28 de junio de 1992) es una jugadora profesional de pádel española que actualmente ocupa la 1.ª posición del ranking FIP. 
Juega en el revés junto a Delfina Brea, conformando la segunda mejor pareja del ranking. 
Gemma ha sido número 1 del mundo en tres ediciones de WPT; en 2020 con Lucía Sainz y tanto en 2021 como en 2022 con Alejandra Salazar.

## Trayectoria
Dejó el tenis en 2010, pero el espíritu competitivo la llevó a probar el pádel, llegando al circuito internacional en 2013. 
Desde 2016 hasta 2021 compitió al lado de Lucía Sainz.
Desde 2021 hasta 2023 su pareja en pista fue Alejandra Salazar.
En junio de 2023, Salazar fue operada del codo, por lo que Gemma jugó unos torneos con Marta Ortega de manera provisional. Sin embargo, tras buenos resultados como ganar el Italy Major y con Salazar ya recuperada, Gemma comunicó que seguiría jugando con Martita, generando una situación controvertida que explicó en una entrevista.
Ha sido campeona del Mundo y de Europa con la selección española de pádel. En la temporada 2017 fue galardonada como mejor jugadora del circuito WPT.

## Logros
- Campeona del mundo 2016 con la selección española de pádel
- Subcampeona del mundo por parejas en 2016
- Campeona de WPT Granada Open 2017 con Lucía Sainz
- Campeona de WPT Zaragoza Open 2017 con Lucía Sainz
- Campeona de Europa 2017 con la selección española de pádel
- Campeona de WPT Cataluña Master 2018 con Lucía Sainz
- Campeona de WPT Zaragoza Open 2018 con Lucía Sainz
- Campeona de WPT Granada Open 2018 con Lucía Sainz
- Campeona de WPT Valladolid Open 2018 con Lucía Sainz
- Campeona del mundo 2018 con la selección española de pádel
- Subcampeona del mundo 2018 por parejas con Lucía Sainz
- Campeona de Santander WOpen 2019 con Lucía Sainz
- Campeona de WPT Sardegna Open 2020 con Lucía Sainz
- Campeona de WPT Barcelona Master 2020 con Lucía Sainz
- Campeona de WPT Alicante Open 2020 con Lucía Sainz
- Campeona de WPT Las Rozas Open 2020 con Lucía Sainz
- Campeona de Menorca Master Final 2020 con Lucía Sainz
- Campeona de WPT Alicante Open 2021 con Alejandra Salazar
- Campeona del Valladolid Master 2021 con Alejandra Salazar
- Campeona del Málaga Open 2021 con Alejandra Salazar
- Campeona del Sardegna Open 2021 con Alejandra Salazar
- Campeona del Barcelona Master 2021 con Alejandra Salazar
- Campeona del Lugo Open 2021 con Alejandra Salazar
- Campeona del Menorca Open 2021 con Alejandra Salazar
- Campeona del Córdoba Open 2021 con Alejandra Salazar
- Campeona del Campeonato Mundial de Pádel de 2021 con España
- Campeona del Miami Open 2022 con Alejandra Salazar
- Campeona del Reus Open 2022 con Alejandra Salazar
- Campeona del Alicante Open 2022 con Alejandra Salazar
- Campeona del Bruselas Open 2022 con Alejandra Salazar
- Campeona del French Padel Open 2022 con Alejandra Salazar
- Campeona del Valladolid Master 2022 con Alejandra Salazar
- Campeona del Valencia Open 2022 con Alejandra Salazar
- Campeona del Santander Open 2022 con Alejandra Salazar
- Campeona del Menorca Open 2022 con Alejandra Salazar
- Campeona del Malmö Open 2022 con Alejandra Salazar
- Campeona del México Open 2022 con Alejandra Salazar
- Campeona del Barcelona Master Final 2022 con Alejandra Salazar
- Campeonato Mundial de Pádel de 2022 con España
- Campeona del La Rioja Open 2023 con Alejandra Salazar
- Campeona del Chile Open 2023 con Alejandra Salazar
- Campeona del Paraguay Open 2023 con Alejandra Salazar
- Campeona del Italy Major 2023 con Marta Ortega
- Campeona del Santiago de Chile P1 2024 con Claudia Fernández
- Campeona del Bordeaux P2 2024 con Claudia Fernández
- Campeona del Madrid P1 2024 con Claudia Fernández
- Campeona del Valladolid P2 2024 con Claudia Fernández.[10]
- Campeona del Mexico Major 2024 con Claudia Fernández
- Campeona del Milano P1 2024 con Claudia Fernández